# Eois boliviensis
Eois boliviensis är en fjärilsart som beskrevs av Paul Dognin 1900. Eois boliviensis ingår i släktet Eois och familjen mätare. Inga underarter finns listade i Catalogue of Life.